# Ignited -イグナイテッド-
「ignited -イグナイテッド-」は、2004年11月3日にリリースされたT.M.Revolutionの20枚目のシングル。発売元はエピックレコード。 

## 概要
- MBS・TBS系テレビアニメ『機動戦士ガンダムSEED DESTINY』の第1期オープニングテーマ。累計売上は19.6万枚（オリコン調べ）を記録し、8thシングル「HOT LIMIT」以来6年ぶりにオリコン1位を獲得した[1]ほか、オリコンチャート史上900作目の1位獲得作品となった。
- ガンダム関連のタイアップ曲がオリコンで1位を獲得したのは、本曲が初めてである。
- 西川貴教は「ignited -イグナイテッド-」について、『SEED DESTINY』の前作『SEED』の第1期オープニングテーマである「INVOKE」を超えるものを作ることと、愛情や友情といった普遍的なものに対するテーマ性に加え、『SEED DESTINY』の主人公「シン・アスカ」が持つ覚悟、影の部分などを意識したと語っている[2]。
- 『SEED DESTINY』第1期のOPにT.M.Revolutionを起用したいとアニメの制作側に伝えたのは『SEED DESTINY』の監督である福田己津央であり、曲が出来るまでは西川と頻繁にメールのやり取りをしていた。歌詞の印象として福田自身は「シン・アスカ」のことを歌っていると解釈し、その歌詞から受け取ったイメージが大きく、制作において決めかねていた部分が明瞭になったと語っている[3]。また、本曲が最初のOPであったことが『SEED DESTINY』が成功した最大の要因だと思っている、とも語っている[3]。
- また、同作中で西川が声を担当するハイネ・ヴェステンフルスの搭乗機「グフイグナイテッド」の機体名の由来ともなっている。[要出典]
- 2009年8月29日放送の『SmaSTATION!!』では、PV撮影の時に一番大変だったこととしてアクシデントを挙げている。それによると、当初は西川の速い動きに追いつこうと2台のカメラが用意されていたが、1カット目でカメラマンが転倒し、1台が壊れたため、カメラマンの動きは最初と比べて慎重になったという。[信頼性要検証]

## 収録曲
全曲作詞：井上秋緒 / 作曲・編曲：浅倉大介
1. ignited -イグナイテッド-
  - 出版社：ソニー・ミュージックパブリッシング
2. 夢幻の弧光
  - 出版社：ソニー・ミュージックアーティスツ

## 収録アルバム
- 機動戦士ガンダムSEED DESTINY COMPLETE BEST
- vertical infinity（#1）
- 1000000000000（#1）
- X42S-REVOLUTION（#1）
- GEISHA BOY -ANIME SONG EXPERIENCE-（#1）